# Академическая гребля на летних Олимпийских играх 2024 — восьмёрки (женщины)
Соревнования женщин в гребле в восьмёрках на летних Олимпийских играх 2024 года прошли с 29 июля по 3 августа 2024 года на Национальном олимпийском водном стадионе региона Иль-де-Франс в пригороде Парижа Вер-сюр-Марн.

## Формат соревнований
Класс восьмёрок относится к распашным классам академической гребли, когда гребец использует только одно весло. В составе команды девять человек: восемь гребцов и рулевой. Начиная с Олимпийских игр 2020 года рулевой может быть любого пола. Олимпийские соревнования проводятся в несколько раундов. Первый раунд состоит из двух заездов. Победители каждого заезда выходят в финал, остальные проходят в утешительный заезд. Утешительный заезд – это раунд, который дает гребцам второй шанс пройти в полуфинал. Четыре лучшие лодки из утешительного заезда проходят в финал, последняя выбывает.
Финал является заключительным этапом, определяющим итоговые места. В финале разыгрываются медали, а также места с 4 до 6-го.

## Расписание
Соревнования продолжались в течение шести дней. Указанное время ниже время – это время начала сессии; в течение сессии могут проводиться заезды в нескольких классах судов по академической гребли.
Время начала соревнований указано местное (UTC+2)
| Дата                     | Время | Раунд              |
| ------------------------ | ----- | ------------------ |
| Понедельник 29 июля 2024 | 12:00 | Заезды             |
| Четверг 1 августа 2024   | 10:10 | Утешительный заезд |
| Суббота 3 августа 2024   | 10:50 | Финал              |

## Призёры
| Золото | Серебро | Бронза |
| Румыния · Мария-Магдалена Русу · Роксана Ангел · Адриана Адам · Анкуца Боднар · Иоана Врынчану · Мария Лехач · Симона Радиш · Амалия Береш · Виктория-Штефания Петряну* | Канада · Эбигейл Дент · Кайли Филмер · Кася Гручалла-Весерски · Майя Мешкулейт · Сидни Пейн · Авалон Вейстенис · Джессика Севик · Кристина Уокер · Кристен Кит* | Великобритания · Холли Данфорд · Энни Кэмпбелл-Орд · Эмили Форд · Лорен Ирвин · Хайди Лонг · Роуэн Макеллар · Ив Стюарт · Харриет Тейлор · Генри Филдмен * |

## Составы команд
| Номер | Спортсмены | Страна         |
| ----- | --- | -------------- |
| 1     | Пейдж Барр Катрина Верри Люси Стефан Жаклин Свик Джорджина Роув Сара Хоу Джорджия Паттен Бронвин Кокс Хейли Вербунт*                             | Австралия      |
| 2     | Холли Данфорд Энни Кэмпбелл-Орд Эмили Форд Лорен Ирвин Хайди Лонг Роуэн Макеллар Ив Стюарт Харриет Тейлор Генри Филдмен *                        | Великобритания |
| 3     | Нанна Вигильд Карен Мортенсен Клара Хорнаес Сара Йохансен Фрида Вернер Фольгадер Каролина Мунх Софи Виккельсоэ Николине Лаидлау Софие Эстергорд* | Дания          |
| 4     | Джорджия Пелакки Линда де Филиппис Алисе Ньятта Аиша Роцек Алисе Кодато Сильвия Терацци Элиза Монделли Вероника Бумбака Эмануэле Каппони*        | Италия         |
| 5     | Эбигейл Дент Кайли Филмер Кася Гручалла-Весерски Майя Мешкулейт Сидни Пейн Авалон Вейстенис Джессика Севик Кристина Уокер Кристен Кит*           | Канада         |
| 6     | Мария-Магдалена Русу Роксана Ангел Адриана Адам Анкуца Боднар Иоана Врынчану Мария Лехач Симона Радиш Амалия Береш Виктория-Штефания Петряну*    | Румыния        |
| 7     | Молли Брюггеман Маргарет Хедеман Оливия Коффи Шарлотта Бак Клер Коллинз Меган Мусницки Реджина Сэлмонс Мадлен Ванамейкер Кристина Кастанья*      | США            |

## Результаты

### Заезды
Лучшая лодка из каждого заезда выходят в финал, остальные проходят в утешительный заезд

#### Заезд 1
| Место | Дорожка | Страна         | Время   | Примечание |
| ----- | ------- | -------------- | ------- | ---------- |
| 1     | 2       | Великобритания | 6:16.20 | F          |
| 2     | 4       | Австралия      | 6:18.61 | R          |
| 3     | 1       | Канада         | 6:21.31 | R          |
| 4     | 3       | Дания          | 6:39.30 | R          |

#### Заезд 2
| Место | Дорожка | Страна  | Время   | Примечание |
| ----- | ------- | ------- | ------- | ---------- |
| 1     | 1       | Румыния | 6:12.31 | F          |
| 2     | 3       | США     | 6:19.00 | R          |
| 3     | 2       | Италия  | 6:28.47 | R          |

### Утешительный заезд
Четыре лучшие лодки проходят в финал, последняя выбывает.
| Место | Дорожка | Страна    | Время   | Примечание |
| ----- | ------- | --------- | ------- | ---------- |
| 1     | 2       | США       | 6:03.93 | F          |
| 2     | 4       | Канада    | 6:04.81 | F          |
| 3     | 3       | Австралия | 6:06.09 | F          |
| 4     | 1       | Италия    | 6:09.65 | F          |
| 5     | 5       | Дания     | 6:22.21 |            |

### Финал
| Место | Дорожка | Страна         | Время   |
| ----- | ------- | -------------- | ------- |
| 1     | 3       | Румыния        | 5:54.39 |
| 2     | 2       | Канада         | 5:58.84 |
| 3     | 4       | Великобритания | 5:59.51 |
| 4     | 6       | Австралия      | 6:00.73 |
| 5     | 5       | США            | 6:01.73 |
| 6     | 1       | Италия         | 6:07.51 |

* – рулевой